# Dani Stevens
Dani Stevens, född Samuels 26 maj 1988 i Sydney i Australien, är en australisk friidrottare som tävlar i diskuskastning och kulstötning.
Stevens var framgångsrik som junior både i kulstötning och i diskus. Vid VM för ungdomar 2005 vann hon guld i diskus och slutade på tredje plats i kulstötning. Vid VM för juniorer 2006 vann hon även guld i diskus och hon slutade sjua i kula. 
Som senior blev hon bronsmedaljör vid Samväldesspelen 2006 i diskus. Hon deltog vid VM 2007 i Osaka där hon inte nådde finalen i diskus. Det gjorde hon emellertid vid Olympiska sommarspelen 2008 då hon blev nia efter ett kast på 60,15. 
Vid VM 2009 noterade hon ett nytt personligt rekord i finalen. Hennes 65,44 räckte något oväntat till guld, vilket var Australiens första vid mästerskapet. 

## Personliga rekord
- Kulstötning - 16,30 meter
- Diskuskastning - 65,44 meter